# بيل أندرسن
بيل أندرسن (بالإنجليزية: Bill Andersen)‏ هو نقابي وسياسي نيوزلندي، ولد في 21 يناير 1924، وتوفي في 19 يناير 2005. حزبياً، نشط في Socialist Unity Party of New Zealand ‏.